# ملعب دي سويس
ملعب دي سويس (بالإنجليزية: Stade de Suisse)‏ هو ملعب كرة قدم يقع في مدينة برن في سويسرا، وهو ملعب لنادي يانغ بويز السويسري، وهو ثاني أكبر ملعب من حيث عدد المتفرجين في سويسرا، واستضاف الملعب عدداً من مباريات بطولة أمم أوروبا 2008.